# Hemilepistus reaumuri
Hemilepistus reaumuri  (лат.) — вид мокриц (Oniscidea) из семейства Agnaridae. Населяет пустыни Северной Африки и Ближнего Востока — самые засушливые регионы, которых смогли достичь ракообразные. Колонии мокриц достигают большой плотности и играют важную роль в экосистеме пустыни. Мокрицы живут в норках в моногамных семейных группах, заботятся о потомстве и узнают представителей своей группы по выделяемым феромонам.

## Описание
Имеют примерно 22 миллиметра в длину и 9–12 миллиметров в ширину. Как и у других мокриц, у них семь пар ног и пара заметных усиков. Отнесены к роду Hemilepistus из-за наличия бугорков только на голове и близлежащих частях груди. 

## Распространение
Hemilepistus reaumuri встречается в степях, полупустынях и пустынях Северной Африки, Ближнего Востока и изредка наблюдается на берегах соляных озёр. Как правило, местообитание мокрицы совпадает с лёссовыми почвами пустынь Сахара и Негев, хотя ареал тянется от восточного Алжира до западной Сирии. Плотность популяции мокриц достигает 480 тысяч особей на гектар, что приблизительно соответствует 19,2 кг биомассы/га, что сравнимо с общей биомассой пустынных млекопитающих, которая оценивается в 39,9 кг/га. Животные встречаются под камнями и в трещинах скал.

## Жизненный цикл

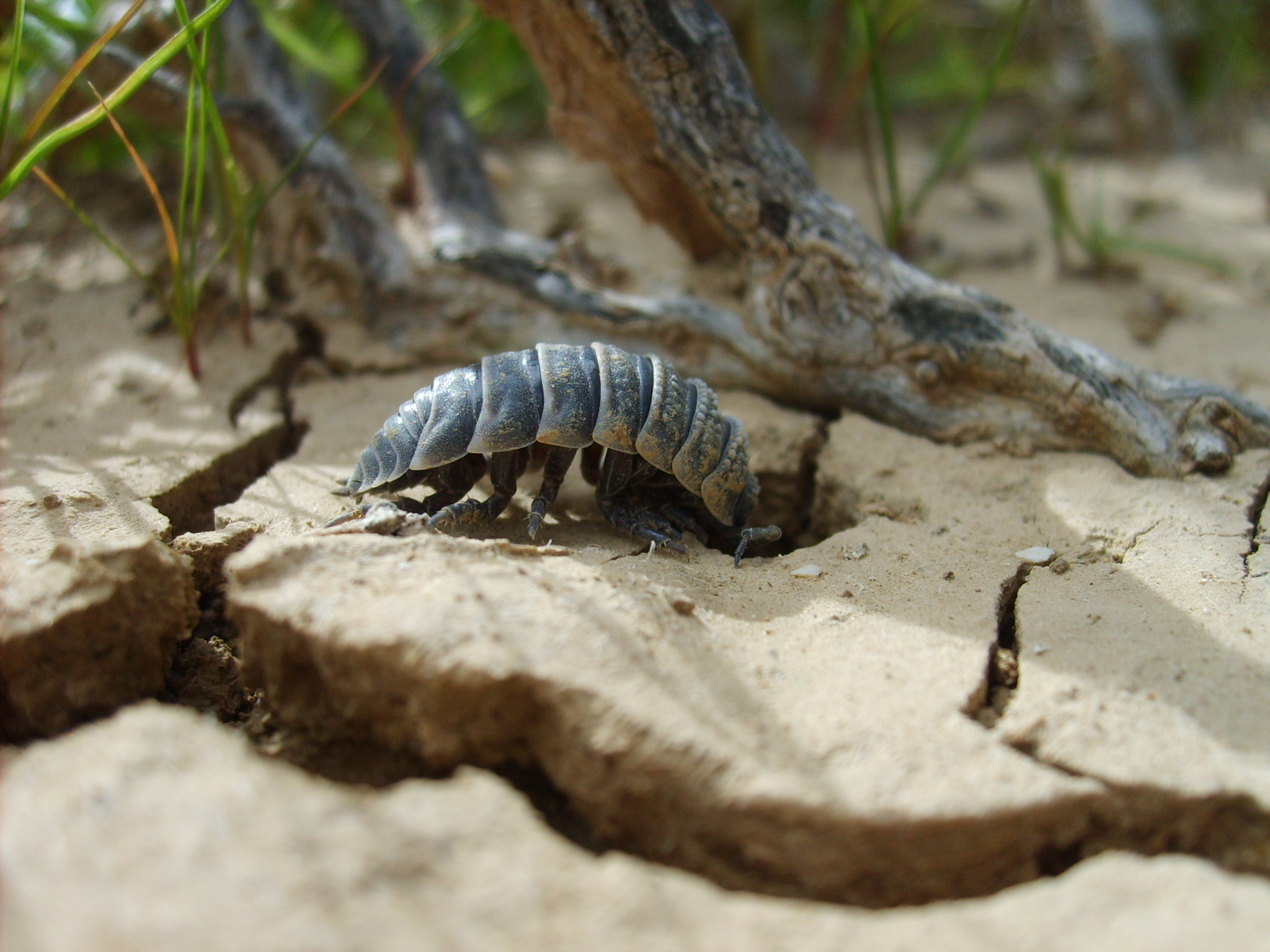
Мокрица, копающая вход в будущую норку.

H. reaumuri — единственный вид своего рода Hemilepistus, который проявляет родительскую заботу о своём потомстве, благодаря чему они способны выживать в пустыне. Это моногамные животные, причём заботу о потомстве проявляют оба родителя. Они роют норы в песчаных почвах и благодаря наличию такого укрытия могут появляться на поверхности до 10 месяцев в году для поисков пищи, что гораздо дольше, чем виды мокриц, которые не копают норки, например, Armadillidium vulgare или Armadillo officinalis.
Колонии малоактивны в зимние месяцы. Молодняк появляется на поверхности в феврале-марте, чтобы основать новые норки. Как правило, выбираются укромные места среди кустарника. Интересно, что мокрицы не имеют специальных приспособлений для копания, поэтому этот медленный и длительный процесс происходит только ранней весной. Первые 3—5 см норки прокапываются одной мокрицей, после чего она охраняет свою норку. В конце концов, она позволяет особи противоположного пола войти, пара вовлекается в особый многочасовой ритуал до спаривания. Самка выводит 50—100 молодых особей, как правило, в мае. Молодняк остаётся в норке родителей 10—20 дней, где родители обеспечивают их питание. Однако, когда молодняк выходят на поверхность, он может стать жертвами взрослых особей других семейств, которые могут скормить их своему собственному потомству. Мокрицы же одной и той же группы никогда не нападают на своих. Члены одной социальной группы распознают друг друга с помощью феромонов.

## Название
Hemilepistus reaumuri впервые появилась в 21-м томе «Описания Египта», научного труда, появившегося во времена наполеоновской французской кампании в Сирии и Египте 1798—1801 годов и названа в честь Рене Антуана Реомюра. Раздел, посвящённый ракообразным был начат Мари Жюлем Сезаром Савиньи и закончен Жаном Виктуаром Одуэном из-за ухудшегося здоровья Савиньи. Однако, научное описание вида было сделано лишь в 1840 году Анри Мильн-Эдвардсом, который дал ему название Porcellio reaumuri. Позже вид был перемещён из рода Porcellio в подрод Hemilepistus того же рода, датским зоологом Будде-Лундом в 1879 году. В 1930 году подрод был повышен в классификации до рода немецким зоологом Карлом Вильгельмом Фергёфом